# Armoiries de l'Argentine
Les armoiries (ou écu) de l'Argentine sont en vigueur depuis la révolution de Mai. L'écu fut adopté officiellement le 12 mars 1813 par l'Assemblée de l'an XIII. Il est dérivé de celui utilisé pour un club jacobin en France dans les années 1790.

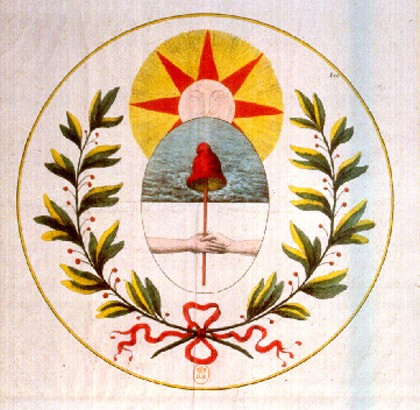
Emblème en laissez-passer jacobin années 1790–1795

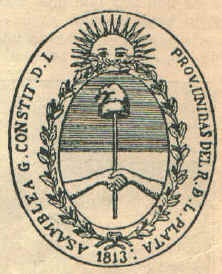
Armoiries et sceau des Provinces-Unies du Río de la Plata (1813)